# Черниговский военно-исторический музей
Черниговский военно-исторический музей или Черниговский музей боевой славы — музей в Чернигове, отдел Черниговского областного исторического музея имени В. В. Тарновского.

## История
Черниговский музей боевой славы был создан по инициативе и при участии ветеранов бывшей 1-й гвардейской армии в специальном построенном помещении, как музей на общественных началах. Экспозиция открыта в 1985 году к 40-летию Победы в Великой Отечественной войне. В 1986 году музей преобразован в отдел Черниговского исторического музея.
Справа от входа ранее был расположен барельеф. 
13 марта 2022 года фасад и часть экспозиции были повреждены обстрелом во время вторжения России на Украину.

## Описание
В музее собрано около 2,5 тысяч экспонатов, которые раскрывают боевой путь бывшей 1-й гвардейской армии в годы Великой Отечественной войны, военно-патриотическую работу ветеранов армии среди молодёжи, наследование традиций, будни современной армии, историю Черниговщины с 1917 года до наших дней. 
Экспозиция музей состоит из двух разделов и ряда постоянно действующих и временных выставок. Имеет выставочный и кино-лекционный залы. Раздел «Боевой путь бывшей 1-й гвардейской армии» построен в 1985 году. В 1999 году проведена его полная реэкспозиция. Раздел «Военная история Черниговщины» построен в 1988 году. За время существования была обновлена и дополнена, в частности такими темами, как «Военно строительство эпохи Украинской революции», «Бой под Крутами», «Участие черниговцев в локальных военных конфликтах второй половины 20 века», «Создание армии независимой Украины», «Деятельность Черниговского пограничного отряда». Работают постоянные выставки «Слава украинского казачества», «Черниговцы на фронтах немецко-советской войны», «Освобождение Черниговщины от нацистских захватчиков», «На наших плечах Украина» (посвящена участию черниговцев в АТО на востоке Украины).
Фонды музея насчитывают свыше 13 тысяч единиц хранения, преимущественное большинство, которых связано с Великой Отечественной войной. Также создаются коллекции памятников, посвященных Первой мировой войне, Украинской революции, военному строительству 1920-1930-х годов, организации и деятельности оборонных обществ, участии земляков в ликвидации последствий аварии на ЧАЭС, истории Черниговского высшего военного авиационного училища летчиков. Экспонаты представлены документами, фотографиями, оружием, наградами, военным снаряжением, личными вещами, рабочими инструментами, живописными и графическими произведениями, книгами. Под открытым небом справа от фасада здания размещены экспонаты боевой техники времён Великой Отечественной войны и Вооружённого конфликта на востоке Украины. 
- танк времён Великой Отечественной войны
- уничтоженный на востоке Украины российский танк